# چائیرباشی (بتلیس)
چائیرباشی (به ترکی استانبولی: Çayırbaşı) یک منطقهٔ مسکونی در ترکیه است که در بیتلیس واقع شده‌است.